# Crest of a Knave
Crest of a Knave (engl. für Wappen eines Schurken) ist das sechzehnte Studioalbum der britischen Progressive-Rock-Gruppe Jethro Tull, es erschien am 10. September 1987 in Großbritannien und am 11. September 1987 in den USA.
Es gewann den einzigen Grammy Award for Best Hard Rock/Metal Performance Vocal or Instrumental, was wegen der deutlich mehr in Richtung Heavy Metal oder Hard Rock orientierten Bands wie AC/DC und Metallica zu heftigen Diskussionen führte und zu einer Einführung der beiden Kategorien Best Hard Rock Performance und Best Metal Performance führte, um solchen Kontroversen aus dem Weg zu gehen.

## Album
Das Album ist weniger querflötenlastig als die Jethro-Tull-Alben der 1970er Jahre, dafür dominiert Martin Barres Gitarrenspiel. Außerdem wurden viele Lieder mit einem Drumcomputer begleitet, anstatt einen echten Schlagzeuger zu besetzen.
Auf dem Cover sind nur noch Ian Anderson, Dave Pegg und Martin Barre als Bandmitglieder benannt. Peter-John Vettese, der frühere Keyboarder der Band, wurde durch Ian Anderson als Keyboarder ersetzt.

### LP-Version
Der schnelle Rocksong Steel Monkey beschreibt Männer auf Hochhausbaustellen, die unter schwierigen Bedingungen arbeiten. Der Sänger stellt sich als maskulinen, „toughen“ Stahlgerüstbauer dar. Die E-Gitarre dominiert als Begleitinstrument. Farm on a Freeway ist die Klage eines Landwirts über den Verlust seines Bauernhofs für den Bau einer Autobahn. Die Themen „Identitätsverlust“ und „Umweltschutz“, auch in vielen anderen Songs der Band präsent, stehen im Vordergrund. Das Stück beginnt mit einem Keyboard-/Flötensolo und wird zunehmend lauter. Im Instrumentalteil stehen Querflöte und E-Gitarre im Vordergrund. Auch Jump Start handelt von Entfremdung. Der Sänger möchte am Leben der Reichen teilhaben; es gelingt ihm aber nicht, so dass sein Leben an Bedeutung verliert. Das Lied beginnt mit akustischer Gitarre und Querflöte und geht dann in einen E-Gitarren-dominierten Rocksong über. She Said She Was a Dancer beschreibt die Distanz zwischen zwei Menschen von beiden Seiten des „Eisernen Vorhangs“. Das schwermütig wirkende Stück wird eher langsam vorgetragen.
Das ausgedehnte Stück Budapest im Stil des Progressive Rock mit lyrisch-komplexem Instrumentalteil ist von einem Konzert der Band im Jahr 1986 in Budapest inspiriert. Anderson beschreibt in dem Lied die Begegnung mit einer athletischen Kellnerin – die sommerliche Erotik bleibt jedoch folgenlos. Mountain Men beschreibt eigenständig lebende Menschen in Schottland und die Gefühle der Männer, die von dort in ferne Kriege ziehen mussten. Im Instrumentalteil stehen Synthesizer und E-Gitarre im Vordergrund. Raising Steam handelt von Menschen der Thatcher-Ära, die aus wirtschaftlicher Not weite Strecken per Zug zurücklegen müssen. Die letzte Strophe lässt sich als sexuelle Anspielung verstehen („I’ll be your locomotive blowing off its slack.“) Der schnelle Rocksong ahmt den Rhythmus einer Dampflokomotive nach.

### Bonus-Titel
Dogs in the Midwinter ist ein pessimistischer Blick auf die zerfallende westliche Gesellschaft der 1980er Jahre und den Kalten Krieg. Das getragene, im Vorspiel melodisch vertrackte The Waking Edge schildert den Übergang vom Schlaf zum Wachsein.

### Cover
Der dunkle Schriftzug der Band steht oben auf dem Cover, mit sehr kleinen, dunkelblauen Buchstaben „JETHRO“ und großen, gelb-weiß verzierten Buchstaben „TULL“. Darunter ist eine silber-goldene, bärtige Figur mit Krone abgebildet, die an einen König erinnert und ein jeweils zur Hälfte dunkelblaues und weißes Schild mit Wappen trägt, das eine schwarze Katze zeigt, die einen Buckel macht und drohend schaut. Die Konturen der Katze sind auf der dunkelblauen Hälfte weiß und auf der weißen Seite im gleichen Gelbton, wie die verzierte Schrift. Darum ist eine Figur mit Schafskopf gelegt. Darüber sitzt ein Vogel auf einer Querflöte. Unten auf dem Cover steht der Albumtitel in einer ähnlich kleinen Schrifttype wie oben „JETHRO“. Die Hintergrundfarbe ist – je nach Ausgabe – mehr oder weniger helles Beige, welches ungleichmäßig ist. Das Cover spielt auf den Albumtitel an, der je nach Lesart mit „Wappen des Schildknappen“ oder „Gipfel eines Schelms“ (also offenbar Ian Anderson) übersetzt werden kann.
Auf der Rückseite findet sich ein ähnliches Emblem. Es zeigt die schwarze Katze vor einem verzierten Metallrahmen, auf dem der Bandname steht. Hinter der Katze sieht man Teile von akustischer Gitarre, Querflöte und E-Gitarre. Darunter stehen die Titel, die jeweiligen Musiker und die Credits. Die Hintergrundfarbe ist wie auf der Vorderseite.
Auch in diesen Credits sind wieder ironische Aussagen vorhanden, dieses Mal heißt es „Recorded just round the corner from the kitchen in the room behind the door which used to be painted white but isn't any more“ – zu Deutsch etwa: Aufgenommen direkt um die Ecke von der Küche aus hinter der Tür, welche früher weiß gestrichen war, es aber nicht mehr ist.
Auf der Hülle der Schallplatte sind alle Liedtexte abgedruckt, der Bandname steht in derselben Größe wie auf der Vorderseite des Covers in blau-weiß abgedruckt im oberen Drittel.

## Die Grammy-Verleihung und das Nachspiel
Im Februar 1989 konnte sich Jethro Tull bei der 31. Grammy-Verleihung für die Verleihung eines gemeinsamen Grammys für die Genres Hard Rock und Heavy Metal behaupten.
Die anderen Kandidaten waren AC/DC mit dem Album Blow Up Your Video, Jane’s Addiction mit Nothing’s Shocking, Iggy Pop mit dem Lied Cold Metal und der Favorit Metallica, welche nebenbei auch als erste Metal-Band bei der Verleihung den Titel One spielte, mit …And Justice for All.
Jethro Tull befolgte den Rat der Plattenfirma Chrysalis Records und nahm nicht an der Verleihung teil, da ein Sieg sowieso unwahrscheinlich gewesen wäre, umso überraschender war das Ergebnis.
Laut einem späteren Interview gab Ian Anderson an, dass er froh sei, dass er nicht zu der Verleihung gegangen sei, da er nicht gewusst hätte, wie er den Preis hätte entgegennehmen sollen, dazu kamen auch noch Buhrufe der Zuschauer.
Als Konter auf die Kritik veröffentlichte die Plattenfirma im Billboard-Magazin eine Anzeige mit einem Bild des Markenzeichens der Band, einer Querflöte, auf Betonstahl mit der Zeile „The flute is a heavy metal instrument!“ und Glückwünschen zum Grammy-Gewinn.
Die National Academy of Recording Arts and Sciences zog ihre Konsequenzen aus dem Vorfall und richtete für die nächste Grammy-Verleihung zwei getrennt zu vergebende Kategorien für Best Hard Rock Performance und Best Metal Performance ein.
Bei der Verleihung des Grammys für die beste Metal-Darbietung im Jahr 1992 bedankte sich der Schlagzeuger der Band Metallica, Lars Ulrich, in der Dankesrede für den Award für das Album Metallica bei Jethro Tull, dass sie kein Album veröffentlicht haben, was aber falsch ist, da in der Nominierungszeit Catfish Rising von Jethro Tull veröffentlicht worden war.

## Titelliste

### LP-Version

#### Seite A
1. Steel Monkey (3:35)
2. Farm on the Freeway (6:29)
3. Jump Start (4:52)
4. Said She Was a Dancer (3:40)

#### Seite B
1. Budapest (10:00)
2. Mountain Men (6:21)
3. Raising Steam (4:06)

### CD-Version
1. Steel Monkey (3:37)
2. Farm on the Freeway (6:31)
3. Jump Start (4:55)
4. Said She Was a Dancer (3:41)
5. Dogs in the Midwinter (4:29)
6. Budapest (10:05)
7. Mountain Men (6:21)
8. The Waking Edge (4:47)
9. Raising Steam (4:12)

#### Extratitel
Die überarbeitete CD von 2005 enthält zusätzlich diesen Titel:
1. Part of the Machine (6:54)

## Singleauskopplungen
1987 erschienen Steel Monkey, Jump Start, Farm on the Freeway und 1988 Said She Was a Dancer als Singles, allerdings blieb der Erfolg eher mäßig und nur Farm on the Freeway und Steel Monkey erreichten die US-amerikanischen Top 10.